# Collectanea Mathematica
Collectanea Mathematica es una revista matemática del Instituto de Matemática de la Universidad de Barcelona (IMUB), editada por Springer desde 2011, con una periodicidad  cuatrimestral. Publica artículos de investigación originales de gran calidad en todos los campos de las matemáticas puras y aplicadas.

## Historia
Collectanea Mathematica se fundó en 1948 por José M. Orts (es la revista de matemáticas más antigua de España). De la mano de matemáticos de Cataluña, como Ferran Sunyer Balaguer, y colaboradores internacionales (Wilhelm Blaschke, Hugo Hadwiger, Gaston Julia o Ernst Witt), la revista alcanzó un papel destacado entre las publicaciones científicas españolas, bajo la dirección de Enrique Linés (1969-1971), que fue presidente de la Real Sociedad Matemática Española, y con Josep Teixidor (1971-1986), presidente de la Societat Catalana de Ciències Físiques, Químiques i Matemàtiques (1968-1973). Durante el período 1987-2007, siendo Joan Cerdà el editor principal, la revista realizó una serie de cambios que mejoraron su nivel científico. En el año 2003, el Instituto de Matemática de la Universidad de Barcelona, que había sido recientemente creado, se hizo cargo de su publicación, lo que dotó a Collectanea Mathematica de una mayor estabilidad económica y un mejor potencial científico. Como resultado de estas medidas, comenzó a ser evaluada en 2005 por el Journal Citation Reports (JCR), obteniendo su primer factor de impacto en JCR en 2007. En 2008 Rosa Maria Miró Roig se convirtió en la editora en jefe. Desde 2011 es publicada por Springer y desde 2021 el editor en jefe es Carlos D'Andrea.

## Reseñas e indexación
Collectanea Mathematica es reseñada en Current Contents (Physical Chemical and Earth Sciences), ISI Web of Science, MathSciNet, Zentralblatt MATH, Scopus y Google Scholar.